# GigaRec
GigaRec（ぎがれく）とは、プレクスターが開発したCD-Rの次世代書き込み技術の1つ。容量が80分(700MB)メディアの場合最大112分（980MB・1.4倍）まで書き込みできる。CD-RWドライブのPX-5232Tシリーズ(Premium)・Premium2とDVD±RWドライブのPX-712・PX-716・PX-755・PX-760の各シリーズに搭載されている（但し、DVD±RWドライブの場合は容量が80分(700MB)メディアの場合最大104分（910MB・1.3倍）に制限される）。また、AudioMASTERのように小さい容量にすることも可能（74分(650MB)メディアの場合最小44.4分（390MB・0.6倍）まで可能）。

## 関連記事
- HD-BURN
- VariRec
- SecuRec